# USS Cony (DD-508)
Pour les articles homonymes, voir Cony.
L'USS Cony (DD-508/DDE-508) est un destroyer de la classe Fletcher en service dans la Marine des États-Unis pendant la Seconde Guerre mondiale. Il a été nommé en l'honneur de Joseph S. Cony  (1834–1867), un officier de marine pendant la guerre de Sécession, un officier de marine pendant la guerre de Sécession.

## Construction
Sa quille est posée le 24 décembre 1941 au chantier naval Bath Iron Works de Bath, dans l'état du Maine. Il est lancé le 16 août 1942 ; parrainée par Mme William R. Sleight, cousine germaine de Joseph S. Cony, en l'honneur duquel le destroyer a été baptisé, dans le cadre du plus grand lancement de masse à ce stade du programme de construction navale de guerre et le plus grand de l'histoire du Maine, dans lequel cinq cargos britanniques de type Ocean ship, le Liberty Ethan Allen, les destroyers USS Conway (DD-507) et le Cony' ont été lancés. Le navire est mis en service le 30 octobre 1942 à Boston (Boston Navy Yard).

## Historique

### Seconde Guerre mondiale

#### 1943
Le Cony escorte un convoi de troupes de Norfolk à Nouméa en Nouvelle-Calédonie, où il arrive le 27 janvier 1943. Il patrouille entre Espiritu Santo et Efate, et le 6 mars, il participe au bombardement de la zone de Vila-Stanmore sur Kolombangara, continuant ses patrouilles et ses escortes jusqu'à son départ pour une révision à San Francisco le 28 avril. Il est retourné dans les eaux d'action à Espiritu Santo le 1er août, et après avoir protégé un groupe de transports vers Guadalcanal, il a apporté un appui-feu et a été le vaisseau amiral de l'Amiral Theodore S. Wilkinson pour les débarquements sur Vella Lavella le 15 août. Il a continué ses patrouilles et a escorté des fournitures à Vella Lavella jusqu'à son retour à Espiritu Santo le 8 septembre.
À partir du 20 septembre 1943, le Cony patrouille dans les îles Salomon et, du 1er au 3 octobre, il participe à une opération de ratissage contre les barges japonaises qui tentent d'évacuer Kolombangara. Le 27 octobre, il appareille pour couvrir les débarquements sur les îles du Trésor. Ici, la surprise fut totale, mais la réaction des Japonais fut rapide et, plus tard dans la journée, 10 bombardiers en piqué ennemis, escortés par 39 chasseurs ennemis, attaquèrent le Cony et le USS Philip (DD-498). Aidés par des avions de chasse américains, le Cony et son navire-jumeau (sister ship) se sont écrasés contre 4 bombardiers en piqué et 1 chasseur, mais le Cony a reçu deux bombes sur son pont principal, qui ont tué 8 de ses hommes, en ont blessé 10 et ont causé des dommages considérables. Il a été remorqué à Port Purvis sur les îles Florida pour des réparations d'urgence, et a navigué jusqu'au chantier naval de Mare Island (Mare Island Naval Shipyard) pour une révision complète.

#### 1944
De retour à Port Purvis le 27 mars 1944, le Cony patrouille le long de la côte sud-ouest de Bougainville, chassant les barges et les sous-marins japonais, et apportant un appui-feu aux troupes à terre dans la région de la baie de l'Impératrice-Augusta. Il a quitté Port Purvis le 4 mai pour Majuro et Pearl Harbor, où il a rejoint l'écran de protection d'un groupe de transport à destination d'Eniwetok et des débarquements de Saipan le 15 juin. Le Cony a surveillé les transports lors de leur déchargement et a effectué des patrouilles anti-sous-marines jusqu'au 14 juillet, date à laquelle il est parti se ravitailler à Eniwetok. Six jours plus tard, il a navigué pour le bombardement de pré-invasion sur Tinian, restant pour patrouiller dans l'écran anti-sous-marin lorsque les débarquements sur Tinian ont commencé le 24 juillet.
Le Cony est retourné à Guadalcanal le 24 août 1944 pour préparer l'assaut sur les îles Palaos. Il a protégé les porte-avions lorsqu'ils ont lancé des raids aériens pour soutenir les débarquements sur Peleliu entre le 15 et le 30 septembre, puis a fait escale à Manus pour se réapprovisionner. Le destroyer a repris la mer le 12 octobre et a assuré la protection et l'appui-feu des équipes de démolition sous-marine (Underwater Demolition Team - UDT) et des groupes de bombardement dans le golfe de Leyte entre le 19 et le 21 octobre, au début des débarquements. Lorsque les forces japonaises sont entrées dans le golfe de Leyte le 24 octobre pour commencer la bataille du détroit de Surigao, phase de la bataille épique du golfe de Leyte, le Cony a pris son poste avec les cuirassés et les croiseurs de la ligne de bataille, se joignant aux tirs furieux de l'action nocturne, et poursuivant et se battant constamment en duel avec le destroyer japonais Asagumo, finalement coulé au matin du 25 octobre à l'aide du feu d'un autre destroyer et de deux croiseurs.
Après s'être rendu à Manus pour se réapprovisionner, le Cony est retourné dans le golfe de Leyte pour effectuer des patrouilles le 16 novembre 1944. Dans les nuits du 29 au 30 novembre et du 1er décembre, il a participé à des ratissages dans la baie d'Ormoc, à la recherche de navires japonais. Les cibles étaient peu nombreuses, mais son groupe a envoyé une barge au fond lors de sa deuxième incursion, et a bombardé les positions ennemies sur les rives de la baie en préparation des débarquements dans la baie d'Ormoc quelques jours plus tard. Le Cony a fait escale à Kossol Roads du 4 au 10 décembre, puis a navigué pour protéger les porte-avions assurant la couverture aérienne des groupes d'attaque passant de Leyte à Mindoro, et est revenu à Kossol Roads le 19 décembre.

#### 1945
Le Cony est arrivé à Manus le 23 décembre 1944 et a navigué huit jours plus tard pour filtrer les transports vers les débarquements du golfe de Lingayen le 9 janvier 1945. Il quitta le golfe le 11 janvier pour filtrer des transports et des cargos vides jusqu'à la baie de San Pedro, puis il reprit ses fonctions de patrouille dans le golfe de Lingayen. Le destroyer a couvert la reconnaissance et le balayage de la baie de Baler entre le 26 février et le 10 mars par le destroyer d'escorte USS Formoe (DE-509), les dragueurs de mines USS Sentry (AM-299) et USS Salute (AM-294), et s'est tenu prêt à fournir un appui-feu pendant les débarquements sur l'île de Caballo dans la baie de Manille le 27 mars. Il a bombardé Parang entre le 14 et le 19 avril, et a patrouillé dans le golfe de Davao au début du mois de mai. Le 7 juin, il a quitté la baie de Subic pour couvrir les débarquements dans la baie de Brunei, à Bornéo, le 9 juin, et a effectué une mission d'appui-feu pour aider les opérations de dragage de mines et les équipes de démolition sous-marine près de Balikpapan, à Bornéo, du 13 juin au 2 juillet.
De retour à la baie de San Pedro, le Cony a navigué le 11 juillet 1945 pour escorter des transports vers les débarquements à la baie de Saragani, sur Mindanao, fournissant un appui-feu aux forces à terre jusqu'au 13 juillet. En août, il a effectué un voyage d'escorte entre Leyte et Ulithi, et le 8 septembre, il est arrivé aux abords du fleuve Yangtsé pour servir de navire de navigation pendant les opérations de dragage de mines. Entre le 29 septembre et le 6 octobre, il a fait escale à Shanghai, puis est parti enquêter sur le respect des conditions de reddition des troupes japonaises sur l'île de Raffles dans l'archipel de Zhoushan, juste au large de la côte chinoise, au sud de Shanghai. Après avoir fait un voyage de courrier à Okinawa, il a servi de navire de contrôle de l'entrée du port à Shanghai jusqu'au 19 novembre, date à laquelle il a fait route vers Taiwan pour servir de navire de navigation pour les opérations de dragage de mines dans le détroit de Taiwan. Le 20 décembre, il quitte Shanghai pour rentrer à sa base et, après avoir fait escale à San Diego et à New York, il arrive à Charleston en Caroline du Sud, le 13 mars 1946. Là, il a été désarmé et placé en réserve le 18 juin 1946.

### L'après-guerre

#### 1949 - 1960
Reclassé DDE-508 le 26 mars 1949, le Cony est transformé en destroyer d'escorte, spécialement équipé pour la lutte anti-sous-marine, et remis en service le 17 novembre 1949. Après un entraînement et des opérations le long de la côte est et dans les Caraïbes, il quitte son port d'attache, Norfolk, le 14 mai 1951, pour une croisière autour du monde, au cours de laquelle il opère dans la zone de guerre coréenne du 18 juin au 28 octobre, puis rentre au pays par le canal de Suez et arrive à Norfolk le 20 décembre 1951. En septembre 1953, il part à nouveau pour un déploiement lointain, prenant part à l'opération Mariner de l'Organisation du traité de l'Atlantique nord (OTAN), puis s'exerçant avec la Royal Navy dans des opérations anti-sous-marines au large de l'Irlande du Nord avant de poursuivre son service avec la 6e flotte (Sixth Fleet) en Méditerranée. En 1955 et 1957, il sert à nouveau en Méditerranée et, en septembre et octobre 1957, il participe à des exercices anti-sous-marins de l'OTAN dans la Manche. Des opérations locales et des croisières dans les Caraïbes marquent 1958, et en 1959 et 1960. Le Cony se joint à la Task Force Alfa, un groupe tactique expérimental axé sur la lutte anti-sous-marine, dans ses opérations le long de la côte est. Avec ce groupe, il a visité la ville de Québec, au Canada, en juin 1960.

#### 1961 - 1969
Le Cony a pris part à l'invasion de la Baie des Cochons à Cuba en avril 1961.
Le Cony est redevenu un DD-508 le 30 juin 1962. En octobre 1962, il prend part au blocus de Cuba pendant la crise des missiles cubains. Le 27 octobre, le Cony intercepte le sous-marin soviétique B-59, un incident qui a failli entraîner une guerre entre les États-Unis et l'Union soviétique.
Le Cony a été désarmé et retiré le 2 juillet 1969. Il a été coulé comme cible au large de Porto Rico le 20 mars 1970.

## Décorations
Le Cony a reçu 11 battles stars pour son service pendant la Seconde Guerre mondiale et 2 battles stars pendant la guerre de Corée.